# 新乡县
新乡县在中华人民共和国河南省北部、卫河上游，是新乡市下辖的一个县。
面积365平方公里，总人口約31万人，县政府驻新乡市红旗区。

## 行政区划
新乡县下辖6个镇、1个乡：
翟坡镇、小冀镇、七里营镇、朗公庙镇、古固寨镇、大召营镇、合河乡和新乡经济开发区。

## 人口
根據第七次人口普查數據，截至2020年11月1日零時，新鄉縣常住人口354688人。

## 交通
- 京广铁路：七里营站